# 温莎酒店
温莎酒店（英語：Hotel Windsor）是澳大利亚墨尔本的一家豪华酒店，于1884年开业，是墨尔本唯一幸存的维多利亚时代的酒店。
温莎酒店位于议会区 的伯克山上，司布林街（Spring Street）100-150号。它是墨尔本维多利亚式建筑的地标。在20世纪的大部分时间里，这家酒店被称为“司布林街的公爵夫人”（Duchess of Spring Street），是墨尔本最受欢迎和最豪华的酒店之一，接待了许多著名的国内外宾客，并获得了5星评级。

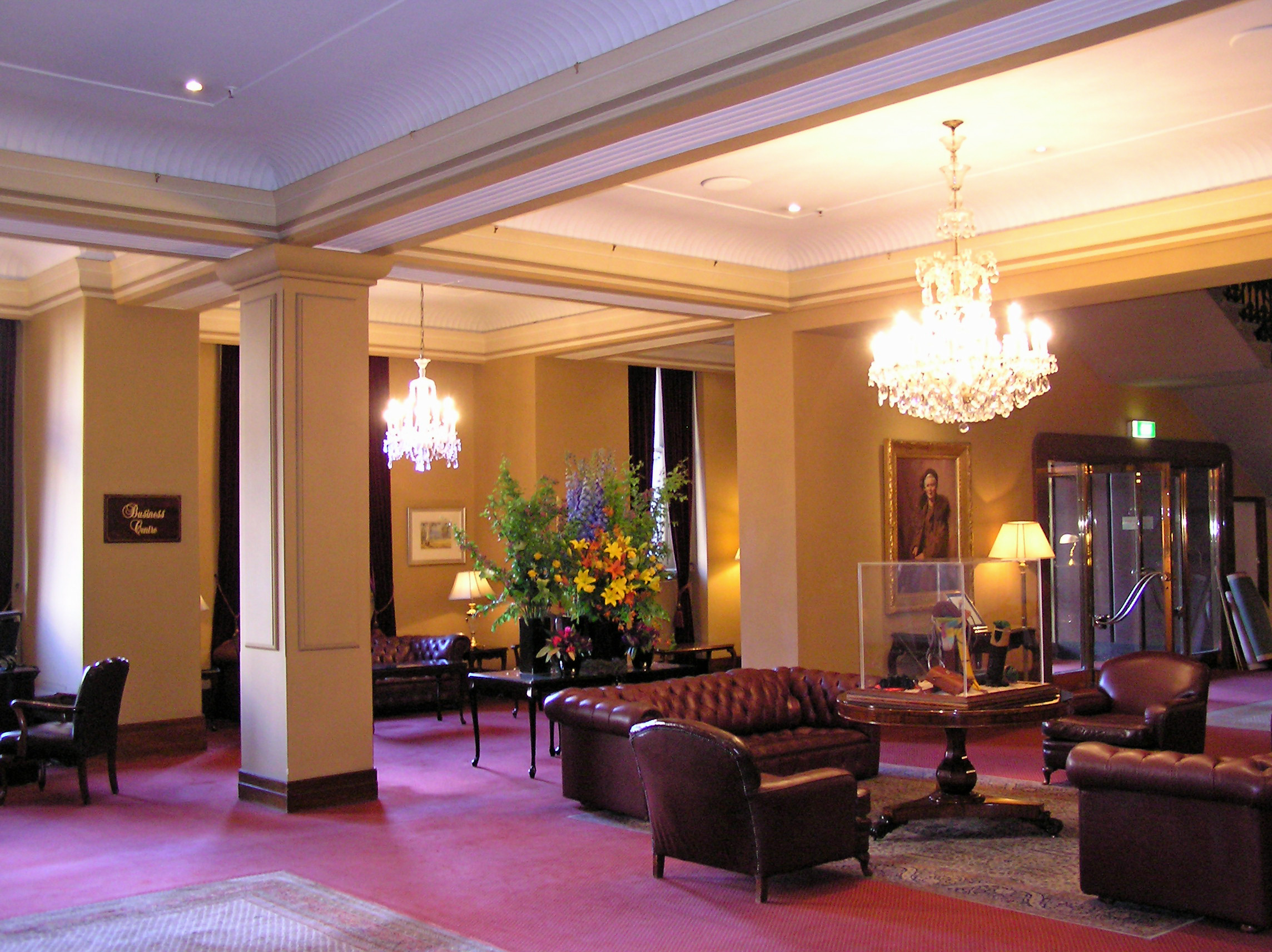
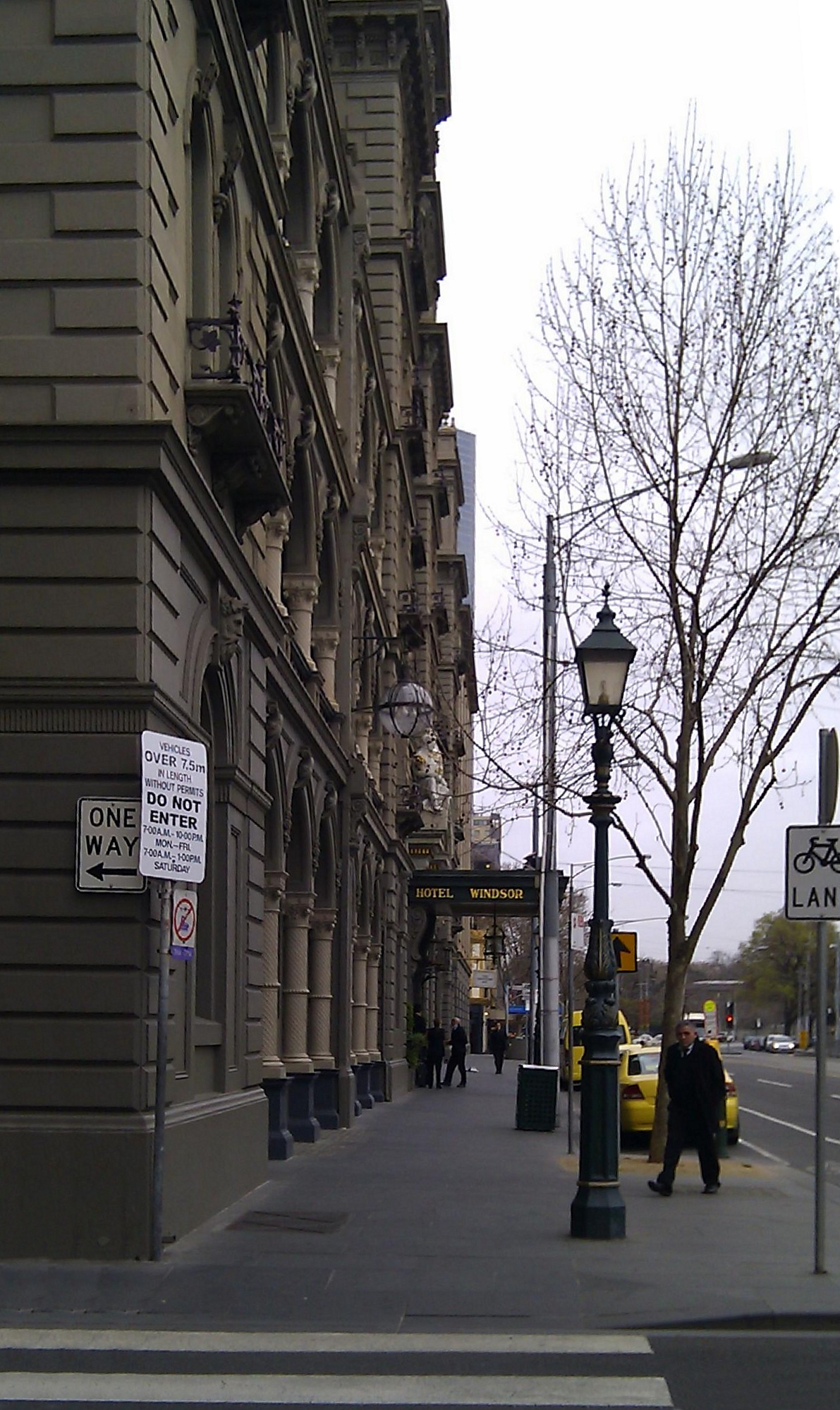
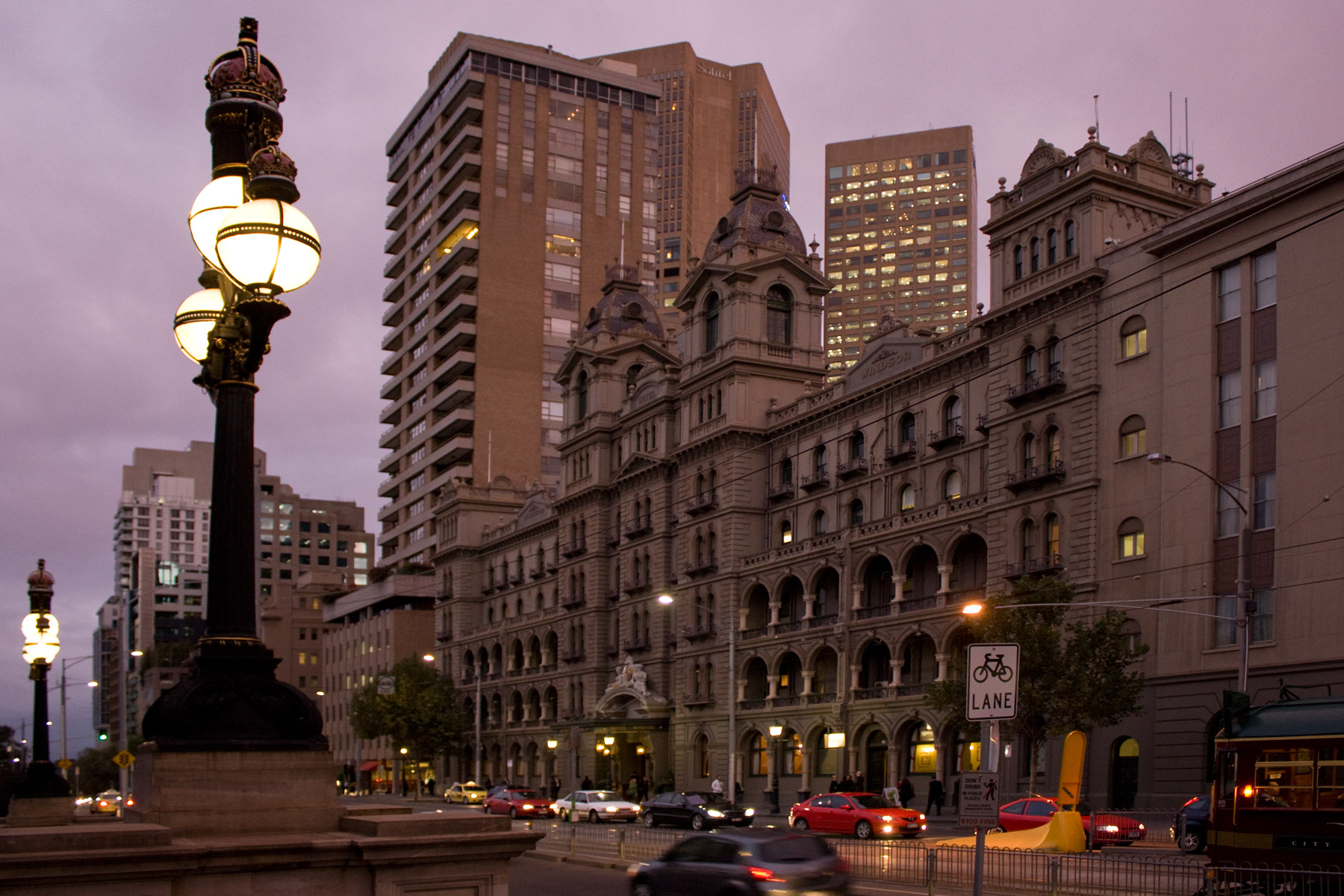
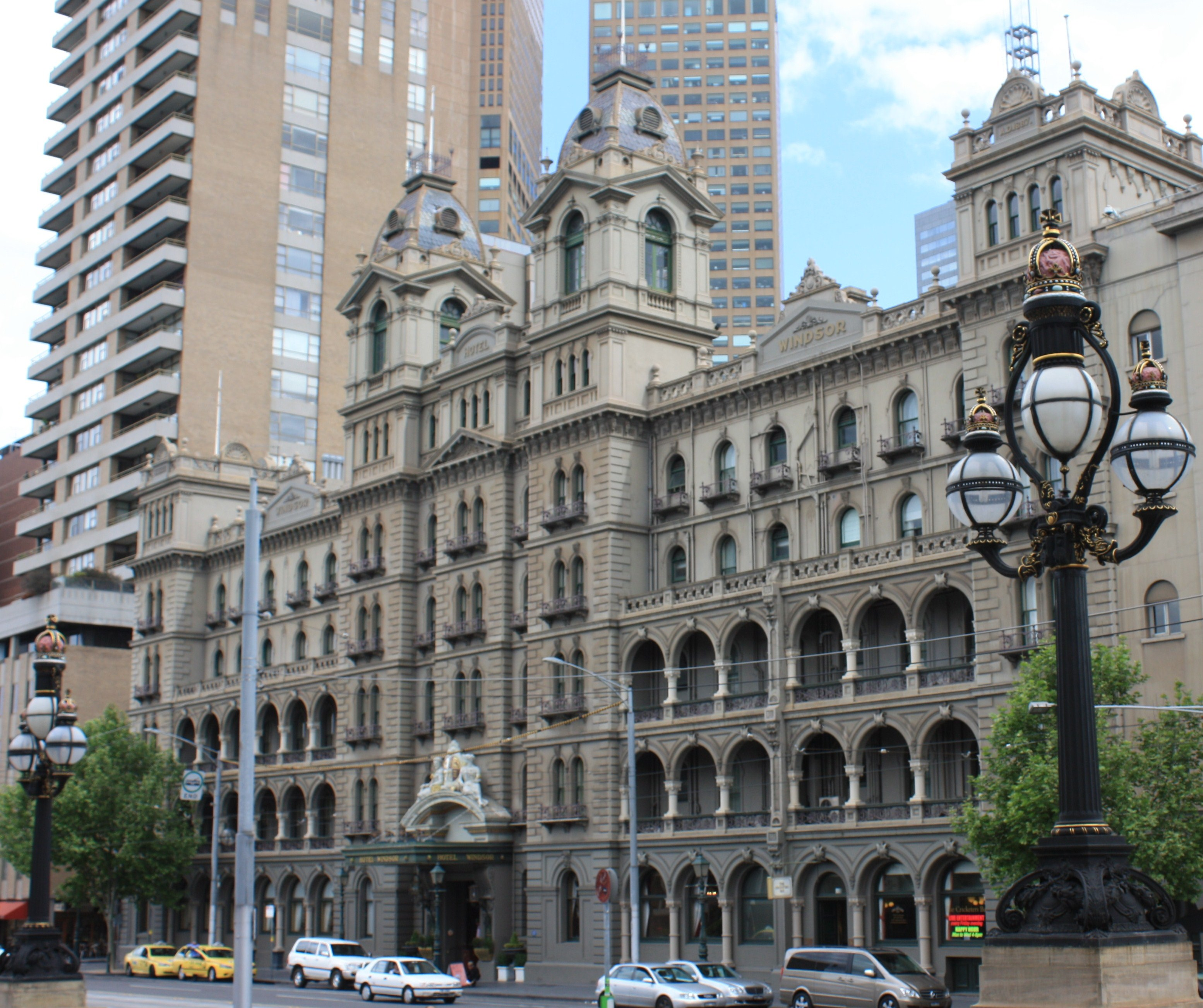

温莎酒店的著名嘉宾包括玛格丽特·撒切尔、乔治六世、梅丽尔·斯特里普、安东尼·霍普金斯、格里高利·派克、劳伦斯·奥利弗、费雯丽、凯瑟琳·赫本、劳伦·巴考尔、道格拉斯·费尔班克斯、鲁道夫·纽瑞耶夫、马尔科姆·弗雷泽、鲍勃·霍克、保罗·基廷和约翰·霍华德。